# Kemyrah
 (octobre 2020).
 (octobre 2020).
 (novembre 2020).
Il peut être nécessaire de l'améliorer pour respecter le principe de neutralité de point de vue. Veuillez consulter la page de discussion pour plus de détails.

Kemyrah, nom de scène de Andrianiaina Tahiana, est un rappeur et auteur malgache résidant en Allemagne. Il évolue dans la trap music et la trap symphonique, un nouveau genre né d'une fusion de la musique symphonique, du rock et de la trap.

## Biographie
Très jeune, Andrianiaina Tahiana commence la musique. Il est membre d'une chorale au sein de son église. Depuis 2013, il est membre du label Flawless Music Entertainment basé en Allemagne et il sort une mixtape intitulée Kemy-Rap en 2017 puis un album nommé A.k.a 47 en 2020.
Plusieurs featuring avec des artistes malgaches, des rappeurs, sont aussi réalisés, avec les groupes Jiol'Ambup's, Double'nn, Mista, Elita, Tht ou encore Tsota du label Gasy'Ploit.

## Genre musical
Au début de sa carrière, il se focalise surtout dans le genre boom bap. Depuis ses débuts dans le rap en 2012, il évolue dans la Trap music mais aussi dans la Trap symphonique, plus mélodieuse et avec des paroles crues comme dans le titre Psykotiako, où il raconte l'adultère en storytelling.

## Discographie

### Album et mixtape
- 2017 : Kemy-Rap (mixtape)[5],[6]
- 2020 : A.k.a 47 (album)[7]
- 2020 : Mood (long play)
- 2024 : Mangamanga (album)

### Clips vidéos
- 2016 : Y.a.t.b [You are the best]
- 2017 : Inch'Allah
- 2019 : A.k.a 47 (Intro de l'album A.k.a 47)
- 2020 : Iza marina

### Collaborations
- 2016 : You Lose feat. Sckariota
- 2017 : Ny Lalako feat. Double'nn, Rak Roots, Arione Joy et Nazarene
- 2017 : Game no limit feat. Jiolambup's et Zazaluck
- 2017 : Real feat. Mista
- 2017 : Vola maloto feat. Gigstha
- 2019 : Harmony feat. Hamishi
- 2019 : Anjara masoandro feat. Kayba
- 2019 : Anjomara feat. Gigstha
- 2019 : Carpe Diem feat. Double'nn et Mic Hir
- 2019 : Tsy vitan'zany feat. Tsota[8]
- 2020 : Kodiaran-tsarety feat. Tom's & Ghets
- 2020 : French Kiss feat. Mic Hir
- 2020 : Photoshop feat. Kizlah
- 2020 : Tsüka feat. Tchiko
- 2020 : Gentlemen feat. Tht
- 2021 : Anjely mpiambina feat. FSC Mozika